# 脚気
脚気（かっけ、英語: beriberi）とは、ビタミン欠乏症の1つであり、重度で慢性的なビタミンB1（チアミン）の欠乏により、心不全と末梢神経障害をきたす疾患である。軽度の場合は、チアミン欠乏症と呼ばれる。

## 概要
心不全によって脚の浮腫が起き、神経障害によって脚のしびれが起きるため、脚気と呼ばれる。心臓機能の低下・不全（衝心、しょうしん）を併発した場合は、脚気衝心と呼ばれる。最悪の場合には死亡に至る。
診断は、症状、尿中のチアミンの排泄量低下、高血中乳酸、および指導治療による改善に基づく。
脚気のリスク因子には、白米中心の食生活、アルコール依存症、人工透析、慢性的な下痢、利尿剤の多量投与などが挙げられる。ただし、稀に遺伝的要因として、食物中チアミンの吸収困難が問題になり得る。
なお、乾性脚気により、ウェルニッケ脳症、コルサコフ症候群が引き起こされ得る。

## 症状
本症は多発神経炎、浮腫（むくみ）、心不全（脚気心、脚気衝心）の3つを典型的な特徴とする。

### 乾性脚気
多発神経炎を主体とし、表在知覚神経障害からしびれ、腱反射低下などを来たす。またウェルニッケ脳症、コルサコフ症候群も、乾性脚気に分類される。

### 湿性脚気
末梢の動脈は拡張し、血管抵抗の低下から高拍出性心不全を呈して浮腫が起こる。

## 検査
膝蓋腱を弛緩させた状態で叩くと、大腿四頭筋が収縮し膝関節が伸展する膝蓋腱反射は、末梢神経障害の有無を見る。
なお、膝蓋腱反射を確認する検査は、日本で脚気の多発していた1960年代頃までは、日本における健康診断の必須項目であった。

## 疫学
世界的な視野で観るならば、脚気は21世紀においても、監獄において頻発する疾患である。
例えば、1999年には、中華民国の拘置所において脚気が流行した。2007年には、過密収容であったハイチ刑務所で脚気患者が多数発生した。要因は、調理前に米を研ぐという伝統的な慣習であった。精米で失われるビタミンB1を強化した白米を使用していたが、研ぐことによりビタミンB1が失われていた。2011年の報告によれば、コートジボワールにおいては、重度級の囚人達は、その64%が脚気だった。

## 日本における歴史
日本でいつから脚気が起こり始めるようになったかは定かではないが、すでに『日本書紀』に脚気の症状に関する記述が見られる。平安時代には、天皇や公卿を中心に白米食が広がり、脚気が発生した。江戸時代の元禄年間には、江戸において一般の武士や町人にも白米食が普及して脚気が流行し、享保年間には大阪、京都にも広がり、天保以後は地方都市でも流行した。
明治に入ってからも、脚気の流行が続いた。1870年から翌年にかけて脚気が多発しだし、特に陸海軍での脚気発症率は高かった。海軍は兵食改革を実施して脚気を撲滅した。陸軍でも白米食の代わりに麦飯に変更することで対策を施したが、戦時兵食は白米食にしたため、戦時には脚気惨害を招いた。
1923年には脚気死亡者数のピークに達し約2万7千人となった。1925年に脚気の原因がビタミンB不足と確定したものの、脚気は抑制されなかった。1937年に勃発した日中戦争の前まで、脚気死亡者数は年間1万人から2万人で推移した。しかし、日中戦争が始まると食糧用の米が不足したために、脚気死亡者数は6千人台まで減った。
第二次世界大戦後は、栄養改善政策による栄養状態の改善や保健薬としてのビタミン剤の普及などにより、死者数が減少していき、1956年に1000人を下回り957人、1965年に100人を下回り92人、1970年には20人と特殊希少疾患以下になり、脚気は消滅状態になった。